# Stříbrný vítr (film)
Stříbrný vítr je český film režiséra Václava Kršky z roku 1954, natočený podle stejnojmenné knihy Fráni Šrámka. Jde o příběh citlivého studenta (Eduard Cupák), který špatně nese přísnou výchovu doma i ve škole, touží po svobodě a po lásce, ale je až příliš naivní a idealistický.

## Základní údaje
- Námět: Fráňa Šrámek
- Scénář a režie: Václav Krška
- Hudba: Jiří Srnka
- Kamera: Ferdinand Pečenka
- Hrají: Eduard Cupák, František Šlégr, Marie Brožová, Radovan Lukavský, Vladimír Ráž, Bedřich Vrbský, Jana Rybářová, Josef Vinklář, Ilja Racek, Otto Lackovič, Růžena Šlemrová, Blanka Waleská, Jiřina Šejbalová, Zdenka Baldová, Miloš Kopecký, Raoul Schránil, Nelly Gaierová, Stella Májová, Oldřich Slavík, Miloš Forman, Karel Höger, Zdeněk Borovec, Jindřich Fairaizl, Josef Henke, Jaroslav Toť
- Další údaje: barevný, 98 min, drama
- Výroba: ČSR, Studio uměleckých filmů Praha, 1954